# Championnat de Suède de hockey sur glace 1985-1986
Saison précédente Saison suivante
Le Championnat de Suède de hockey sur glace 1985-1986 est la onzième saison de l'Elitserien, le championnat élite de hockey sur glace en Suède. L'équipe du  Färjestads BK remporte la saison régulière et les séries éliminatoires.

## Saison régulière
| Place | Équipe          | PJ | V  | N | D  | BP  | BC  | Pts |
| ----- | --------------- | -- | -- | - | -- | --- | --- | --- |
| 1.    | Färjestads BK   | 36 | 21 | 7 | 8  | 154 | 111 | 49  |
| 2.    | Södertälje SK   | 36 | 21 | 3 | 12 | 167 | 128 | 45  |
| 3.    | HV 71 Jönköping | 36 | 16 | 6 | 14 | 128 | 118 | 38  |
| 4.    | Brynäs IF       | 36 | 17 | 4 | 15 | 125 | 119 | 38  |
| 5.    | IF Björklöven   | 36 | 15 | 5 | 16 | 150 | 132 | 35  |
| 6.    | Luleå HF        | 36 | 15 | 5 | 16 | 135 | 130 | 35  |
| 7     | Leksands IF     | 36 | 14 | 7 | 15 | 118 | 134 | 34  |
| 8.    | Djurgårdens IF  | 36 | 15 | 3 | 18 | 134 | 158 | 33  |
| 9.    | MoDo AIK        | 36 | 12 | 8 | 16 | 134 | 158 | 32  |
| 10.   | AIK Solna       | 36 | 8  | 5 | 23 | 100 | 158 | 21  |

### Meilleurs pointeurs de la saison
| no  | Joueur           | Équipe          | B  | A  | Pts |
| --- | ---------------- | --------------- | -- | -- | --- |
| 1.  | Glenn Johansson  | Södertälje      | 13 | 35 | 48  |
| 2.  | Tore Ökvist      | Björklöven      | 28 | 13 | 41  |
| 3.  | Ivan Hansen      | HV 71 Jönköping | 24 | 17 | 41  |
| 4.  | Kenneth Andersen | Brynäs          | 26 | 13 | 39  |
| 5.  | Leif Carlsson    | Södertälje      | 21 | 17 | 38  |
| 6.  | Tommy Själin     | MODO            | 19 | 19 | 38  |
|     | Lars Molin       | MODO            | 19 | 19 | 38  |
| 8.  | Anders Carlsson  | Södertälje      | 12 | 26 | 38  |
| 9.  | Jonas Bergqvist  | Leksand         | 16 | 21 | 37  |
| 10. | Michael Hjälm    | Björklöven      | 14 | 23 | 37  |

## Séries éliminatoires
|  | Demi-finales  | Demi-finales  |               |   | Finale | Finale |
|  | Demi-finales  | Demi-finales  |               |   | Finale | Finale |
|  |               |               |               |   |        |        |
|  |               |               |               |   |        |        |
|  |               |               |               |   |        |        |
|  | Färjestads BK | 2             |               |   |        |        |
|  | Färjestads BK | 2             |               |   |        |        |
|  | Brynäs IF     | 1             |               |   |        |        |
|  | Brynäs IF     | 1             | Färjestads BK | 3 |        |        |
|  |               |               | Färjestads BK | 3 |        |        |
|  |               | Södertälje SK | 2             |   |        |        |
|  | Södertälje SK | Södertälje SK | 2             | 2 |        |        |
|  | Södertälje SK |               |               | 2 |        |        |
|  | HV71          | 0             |               |   |        |        |
|  | HV71          | 0             |               |   |        |        |

## Effectif vainqueur
| Champion de Suède Färjestads BK | Gardiens de but : Christer Dalgård, Peter Lindmark Défenseurs : Kent-Erik Andersson, Peter Andersson, Leif Carlsson, Mats Lusth, Håkan Nordin, Fredrik Olausson, Tommy Samuelsson Attaquants : Mikael Holmberg, Jan Ingman, Lars Karlsson, Erkki Laine, Harald Lückner, Staffan Lundh, Stefan Persson, Magnus Roupé, Thomas Rundqvist, Claes-Henrik Silfver, Bo Svanberg, Thomas Tallberg Entraîneur : Conny Evensson |

## Équipes d'étoiles
| Gardien de but | Peter Lindmark (Färjestad)    | Peter Lindmark (Färjestad)    | Peter Lindmark (Färjestad)    | Peter Lindmark (Färjestad)   | Peter Lindmark (Färjestad)           | Peter Lindmark (Färjestad)           |
| Défenseurs     | Anders Eldebrink (Södertälje) | Anders Eldebrink (Södertälje) | Anders Eldebrink (Södertälje) | Fredrik Olausson (Färjestad) | Fredrik Olausson (Färjestad)         | Fredrik Olausson (Färjestad)         |
| Attaquants     | Tommy Samuelsson (Färjestad)  | Tommy Samuelsson (Färjestad)  | Anders Carlsson (Södertälje)  | Anders Carlsson (Södertälje) | Thomas Steen (Jets de Winnipeg, LNH) | Thomas Steen (Jets de Winnipeg, LNH) |

## Trophées
- Guldpucken –  Bo Berglund, AIK IF
- Guldhjälmen – Anders Eldebrink, Södertälje SK
- Trophée Håkan-Loob – Eddy Ericsson, VIK Västerås HK
- Sifflet d'or - Kjell Lind